# Sixways Stadium
Il Sixways Stadium è uno stadio di Worcester, in Inghilterra.
È utilizzato per partite di Rugby dalla squadra dei Worcester Rugby.
Vi è stata giocata l'edizione 2010 del BritBowl.

## Ristrutturazione
Lo stadio è stato ristrutturato nel 2006 e poi nel 2008. La sua capienza è stata portata da 10.000 a 12.068 posti. È in progetto un nuovo ampliamento che aumenterà la capienza fino a 15.000 posti.